# Cassinia adunca
Cassinia adunca là một loài thực vật có hoa trong họ Cúc. Loài này được F.Muell. ex Sond. mô tả khoa học đầu tiên.